# Chionaema pitana
Chionaema pitana är en fjärilsart som beskrevs av Moore 1859. Chionaema pitana ingår i släktet Chionaema och familjen björnspinnare. Inga underarter finns listade i Catalogue of Life.